# Фрідріх Йоганн Ґросс
Фрідріх (Федір) Йоганн (Іванович) Ґросс (1822, Сімферополь — 1897, Керч) — український художник, літограф, археолог німецького походження, директор Керченського музею старожитностей.

## Життєпис
Народився в Криму в сім'ї німця-колоніста з Німецької колонії біля Судака, художника Йоганна Людвіґа Ґросса, що викладав малювання у Сімферополі. Одним із учнів його батька був Іван Айвазовський.
Фрідріх Ґросс навчався мистецтву малювання у батька, у 1837 закінчив у Сімферополі гімназію, в котрій його батько був учителем малювання. Багато подорожував Кримом, роблячи зарисовки. 
У 1846 приїхав до Одеси, де в 1846—1847 в літографії Олександра Брауна було видано літографовані «Види Криму», що зробили автора відомим.

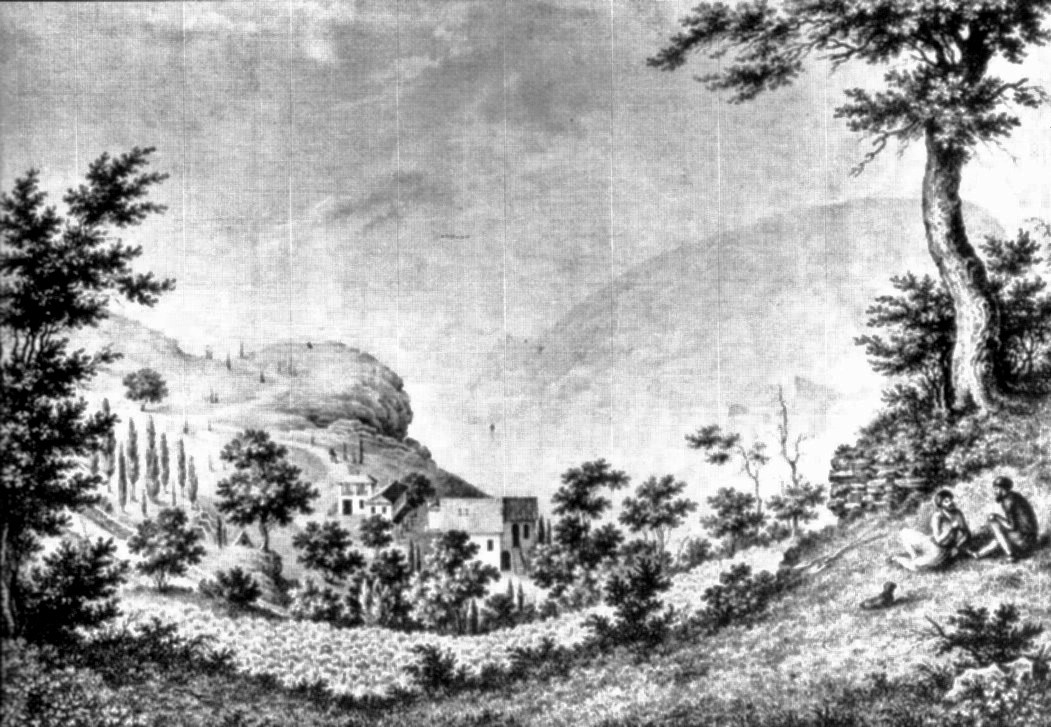
Кучук-Ламбад, 1830-ті.
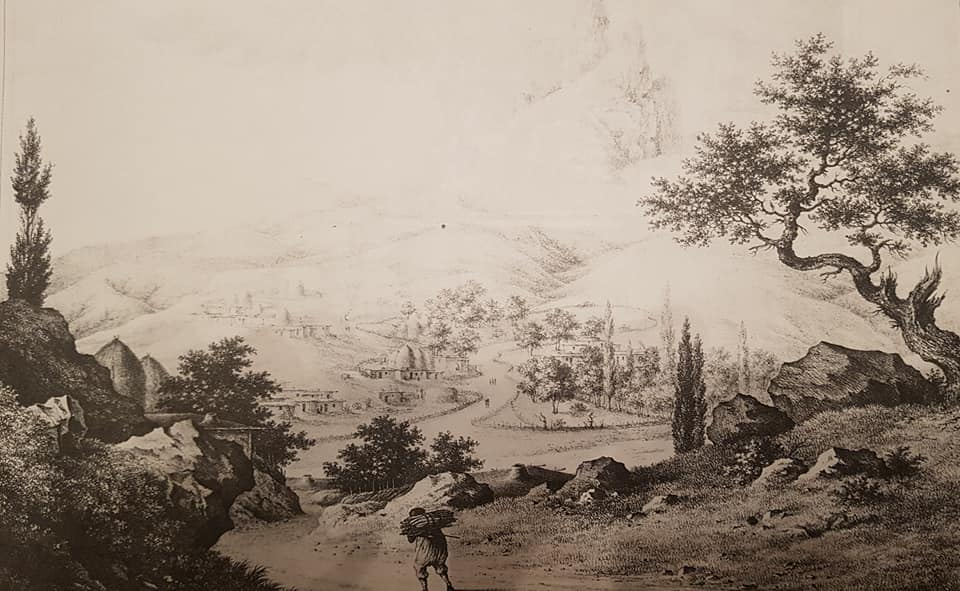
Арпат, 1830-ті, видано 1846 року.
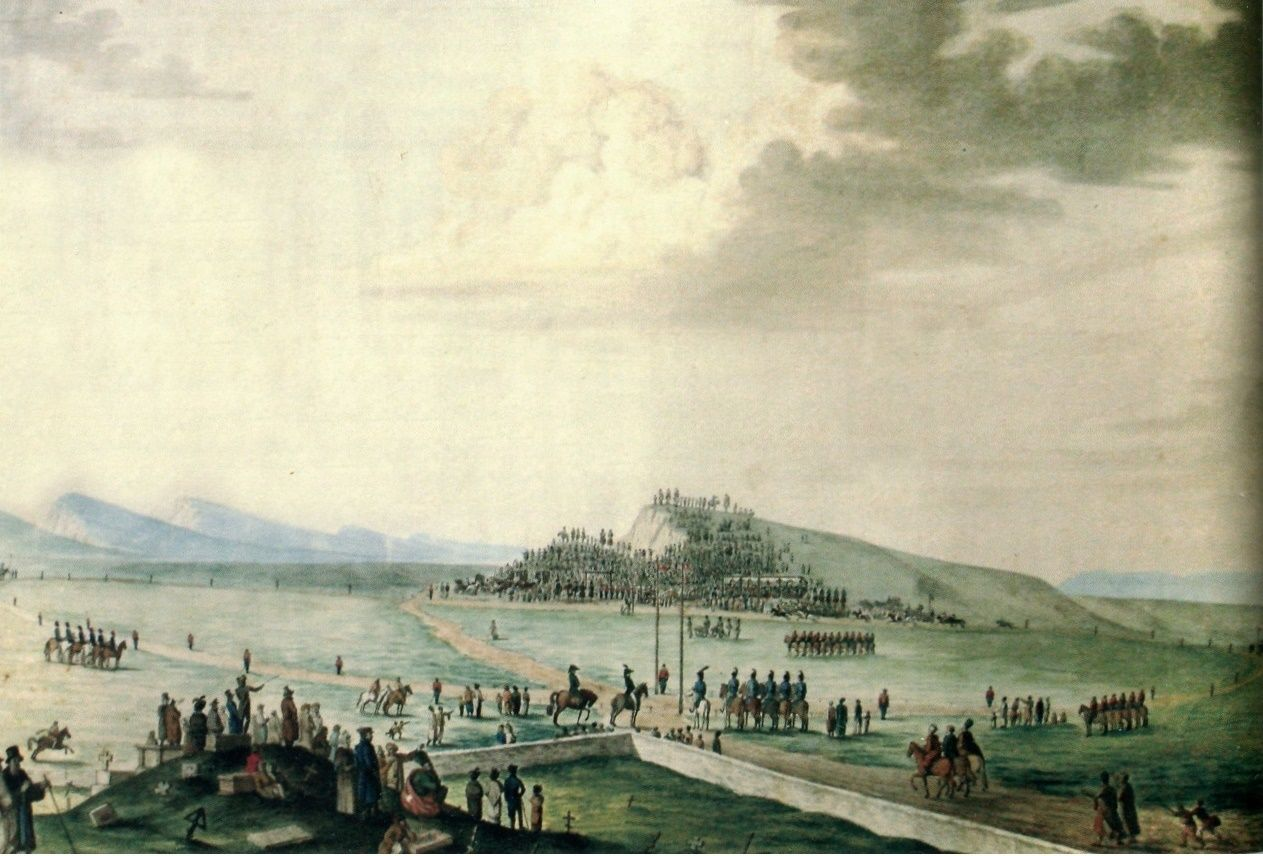
Скачки в Сімферополі, 1830-ті, видано 1846 року.
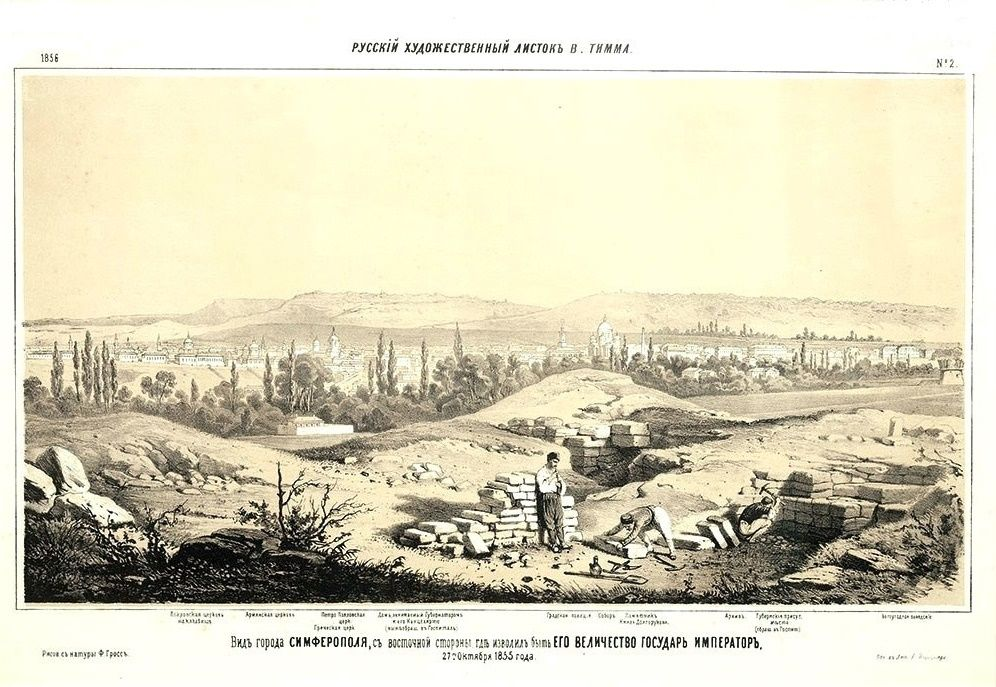
Вид Сімферополя, 1856.
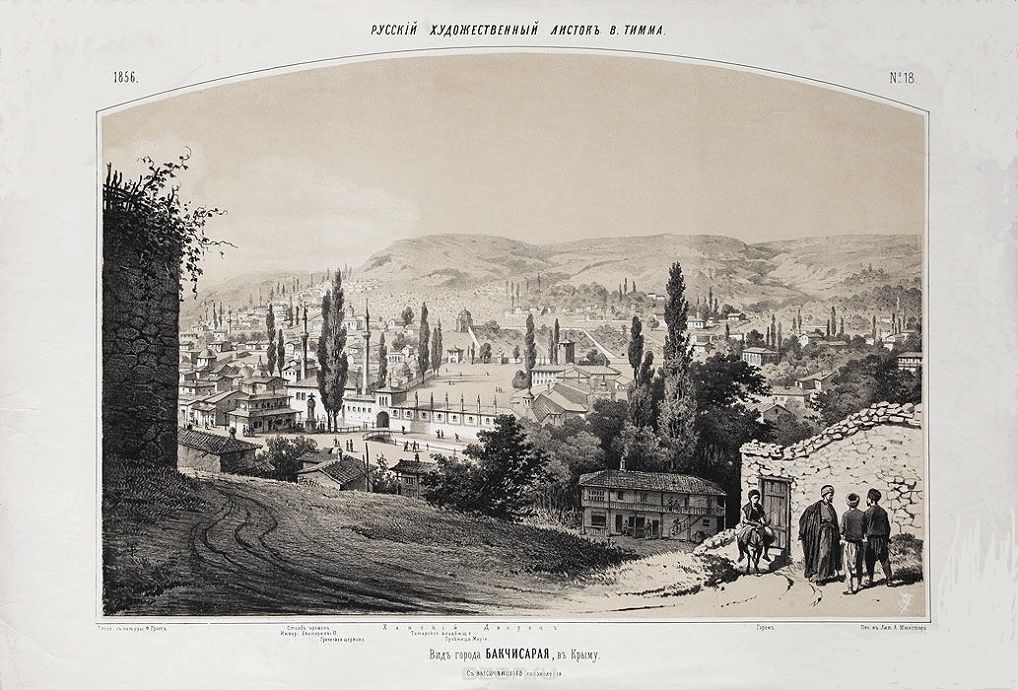
Вид міста Бахчисарай, у Криму, 1856
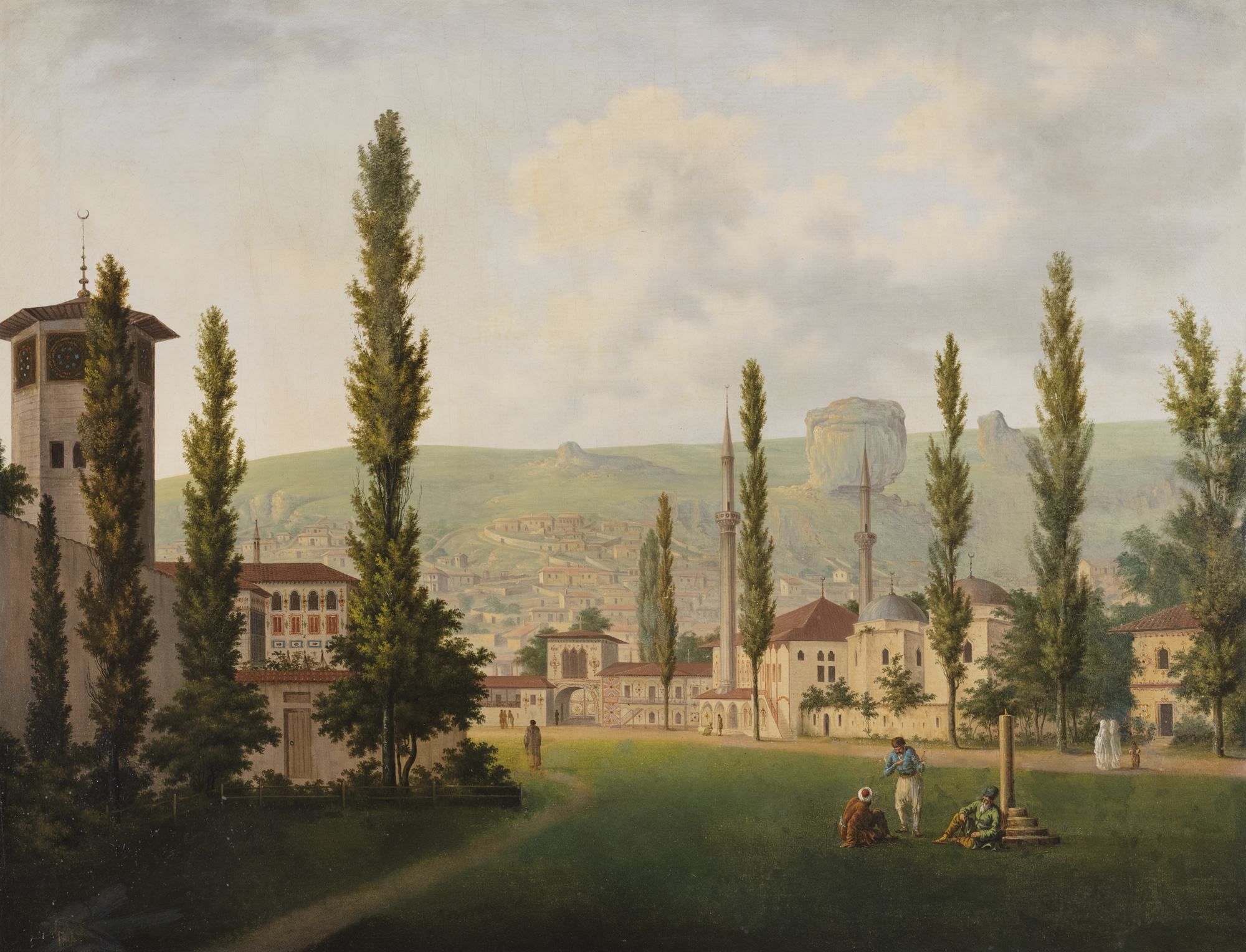
Бахчисарай. Ханський палац. 1872

Виставки його кримських видів відбулися в Одесі (1850) і Херсоні (1852). Живучи в Одесі, зробив чимало зарисовок міста, а також подій Кримської війни 1854—1855, що друкувалися у друкарнях О. Брауна, П. Францова і Л. Нітче.
У 1858—1883 — викладач малювання у Керченському Кушниковському дівочому інституті, з 1862 до 1884 — також штатний художник і помічник директора Керченського музею старожитностей, у 1884—1891 — директор музею.